# Willie Francis
Willie Francis (ur. 12 stycznia 1929, zm. 9 maja 1947) – był niepełnoletnim Afroamerykaninem, skazanym na śmierć na krześle elektrycznym w amerykańskim stanie Luizjana za morderstwo.
Wyrok sąd wydał w roku 1946, ofiarą przestępstwa był Andrew Thomas, właściciel apteki w której pracował sprawca. Istniały co prawda poważne wątpliwości co do winy Francisa, ale wyrok zapadł. Przydzielony z urzędu adwokat nie zgłosił w sądzie żadnego sprzeciwu i nie zakwestionował wątpliwych dowodów. Ława przysięgłych, która uznała winę Francisa, była złożona wyłącznie z białych.
Pierwsza próba egzekucji, przeprowadzona 3 maja 1946, była nieudana. Skazaniec przeżył porażenie prądem. Podczas próby egzekucji krzyczał: przestańcie, dajcie mi oddychać!. Po owej pierwszej próbie Francis, powołując się na piątą, ósmą i czternastą poprawkę do Konstytucji, wniósł apelację do Sądu Najwyższego USA, któremu prezesował wówczas Fred M. Vinson (apelacja ta weszła do historii jako Francis v. Resweber). Adwokaci Francisa argumentowali, iż dwukrotne przeprowadzanie egzekucji jest karą okrutną i wymyślną, czego wyraźnie zabrania ósma poprawka. Sędziowie nie przychylili się do wniosku i druga próba egzekucji, dokonana rok po pierwszej – 9 maja roku 1947 – zakończyła się śmiercią skazanego.
Podobny przypadek miał miejsce w roku 1983 w Alabamie, podczas egzekucji Johna Louisa Evansa. Dwie próby egzekucji zakończyły się niepowodzeniem, więc jego adwokat zadzwonił do gubernatora George’a Wallace’a twierdząc, że jest to kara okrutna i wymyślna i prosząc o ułaskawienie. Wallace odrzucił tę prośbę. Po otrzymaniu trzeciej dozy prądu Evans zmarł.